# Associatie van schapengras en tijm
De associatie van schapengras en tijm (Festuco-Thymetum) is een associatie uit het verbond van gewoon struisgras (Plantagini-Festucion). De associatie is typisch voor oeverwallen, dijken, paadjes in droge heide- en stuifzandgebieden en in zandige wegbermen.
Deze plantengemeenschap is in tegenstelling tot de duin-struisgras-associatie meestal soorten- en bloemenrijk, met vooral kruidachtige planten als kleine tijm en grasklokje, naast grassen en grasachtige planten, en een goed ontwikkelde mosflora.

## Naamgeving en codering
| Festuco-Thymetum serpylli Tx. 1937 |

- Syntaxoncode voor Nederland (rVvN): r14Bb01
- Natura2000-habitattypecode (EU-code): H6130
- BWK-karteringscode: ha

De wetenschappelijke naam Festuco-Thymetum is afgeleid van de botanische namen van het fijn schapengras (Festuca ovina subsp. tenuifolia, synoniem: Festuca filiformis) en van de associatiekensoort kleine tijm (Thymus serpyllum).

## Fysiognomie

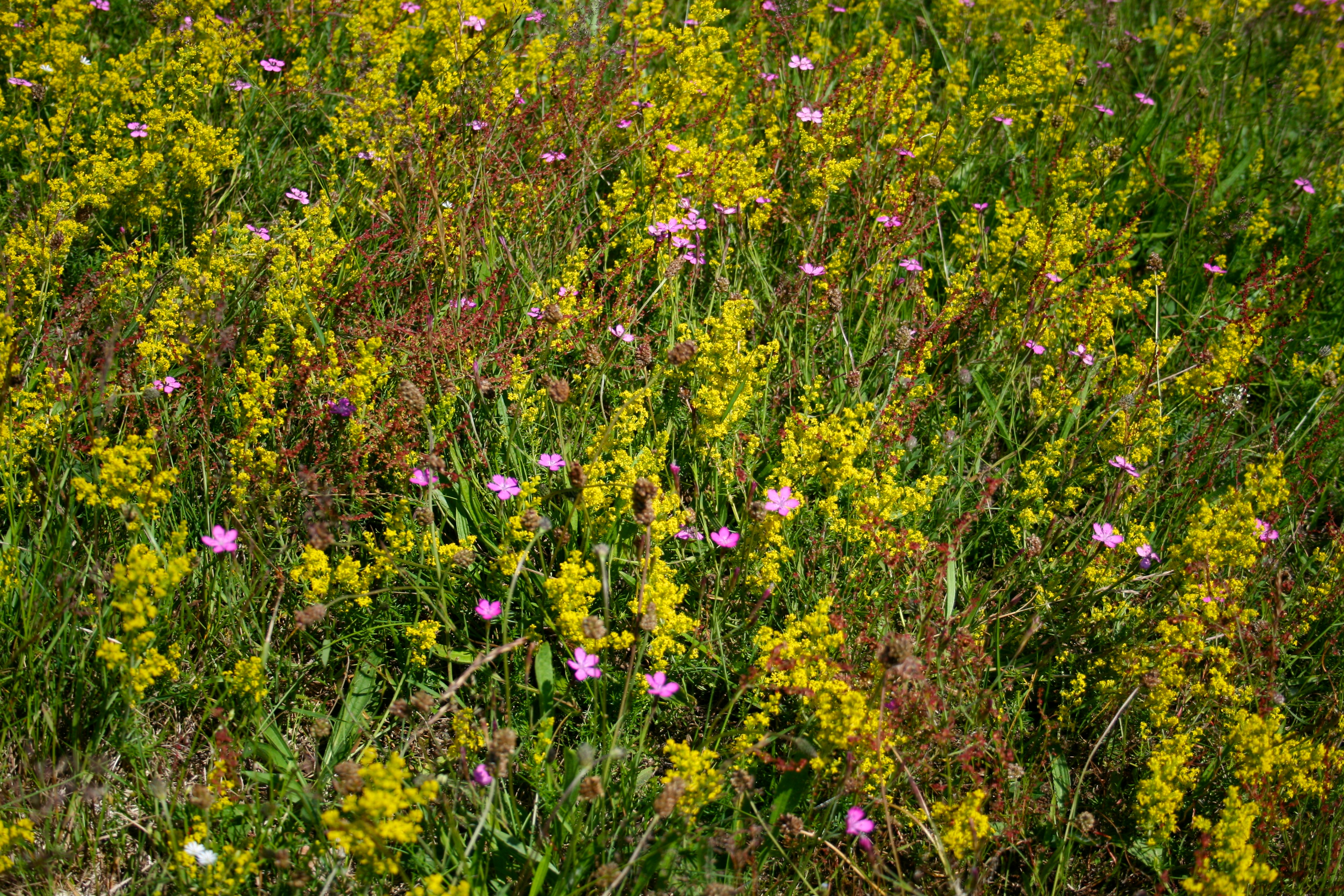
Het vegetatieaspect is zeer kleur- en bloemrijk.

De associatie van schapengras en tijm is een laagblijvend grasland. De kruidlaag is min of meer gesloten en rijk aan kruiden. De moslaag kan plaatselijk goed ontwikkeld zijn, met overwegend bladmossen.

## Ecologie
Deze plantengemeenschap is gebonden aan kalkarme tot kalkloze, maar niet zeer voedselarme zandgrond. De verrijking kan natuurlijk afkomstig zijn van (zeldzame) overstromingen door beek- of rivierwater, waarbij ook leem wordt afgezet, of door antropogene tussenkomst.
Men vindt ze veelal op oeverwallen of verhoogde gronden in beekvalleien, op dijken, langs paadjes, speel- en picknickplaatsen in droge heide- en stuifzandgebieden of in leemkuilen, of op wegbermen waar de bodem door het beheer af en toe wordt opengehaald.

## Subassociaties in Nederland en Vlaanderen
Binnen de associatie van schapengras en tijm worden in Nederland en Vlaanderen drie subassociaties onderscheiden.

### Subassociatie met zandblauwtje

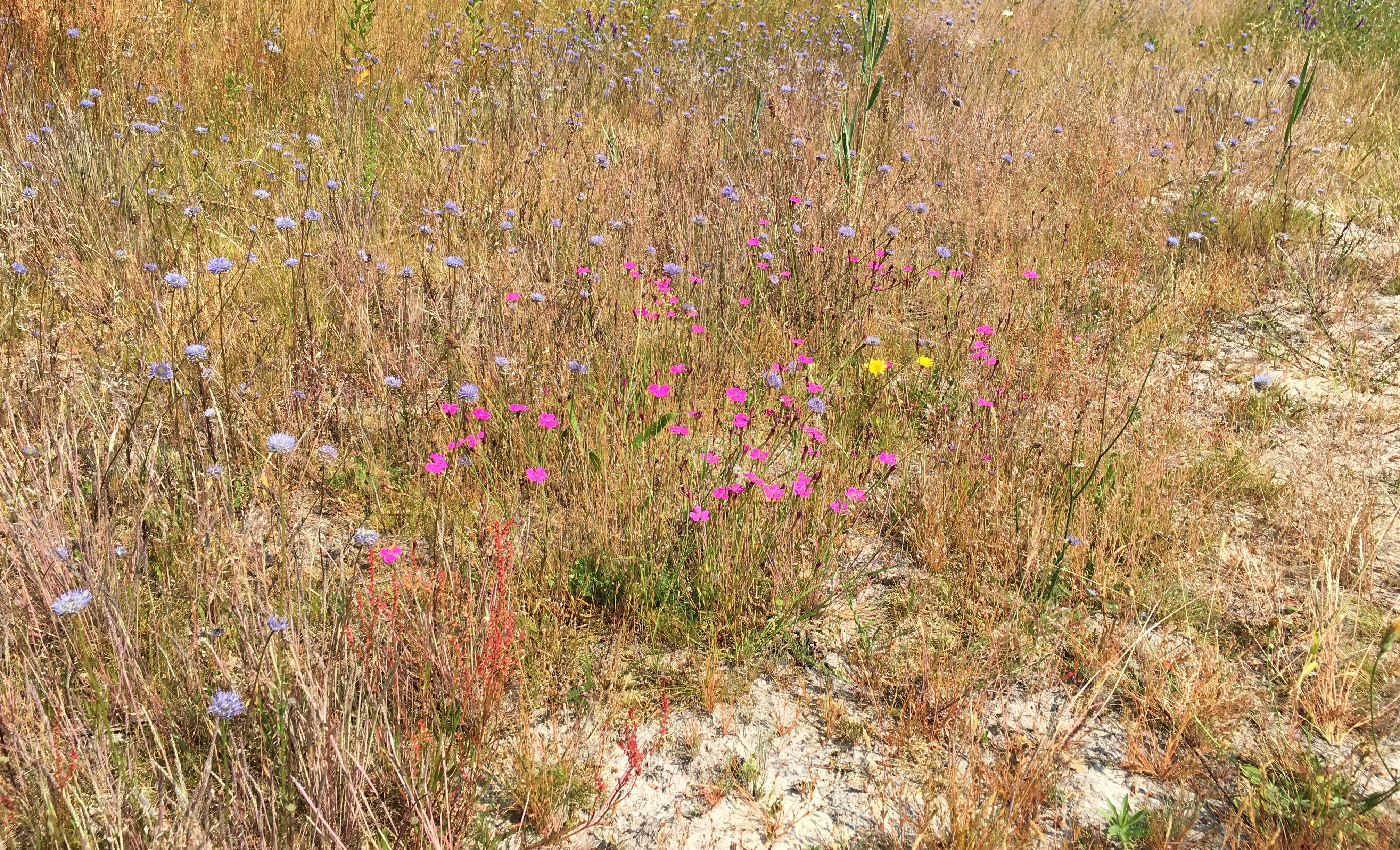
Vroeg zomeraspect van de subassociatie met zandblauwtje, hier met veel zandblauwtje en steenanjer.

Een subassociatie met zandblauwtje (Festuco-Thymetum jasionetosum) is typisch voor meer open vegetatie op zandige bodem, zoals stuifzanden, waarin naast zandblauwtje ook struikhei, topkapselmossen en eenjarige planten voorkomen, gemeenschappelijk met de vogelpootje-associatie. De syntaxoncode van deze subassociatie voor Nederland (rVvN) is r14Bb01a.

### Subassociatie met gewoon reukgras
Een subassociatie met gewoon reukgras (Festuco-Thymetum anthoxanthetosum) heeft een meer gesloten vegetatie met gewoon reukgras als belangrijkste grassoort. De syntaxoncode van deze subassociatie voor Nederland (rVvN) is r14Bb01b.

### Subassociatie met zinkviooltje
Een subassociatie met zinkviooltje (Festuco-Thymetum violetosum calaminariae) is kenmerkend voor zandbodems met zinksporen, typisch voor de vallei van de Geul in Zuid-Limburg en in het Belgische Kelmis en Blieberg. In deze vegetatie vinden we specialisten als het zinkviooltje, zinkboerenkers en het zinkschapengras, een zinkverdragende ondersoort van het genaald schapengras. De syntaxoncode van deze subassociatie voor Nederland (rVvN) is r14Bb01c.

## Verspreiding
Het verspreidingsgebied van de associatie van schapengras en tijm omvat het noordwesten van Europa, van de laaglanden van België over Nederland tot in Noord-Duitsland, en in het heuvelland van Zuidwest-Duitsland.
In Nederland ligt het zwaartepunt in de duinen van het Pleistocene districten, met zeldzame uitlopers in de duinen, het rivierengebied en Zuid-Limburg.
In Vlaanderen vindt men de associatie van schapengras en tijm verspreid en lokaal terug, vooral in de zandstreek in West-Vlaanderen, in Vlaams Brabant en in de Voerstreek in Limburg. Elders gaat het meestal slechts om enkele wegbermen.

## Diagnostische taxa voor Nederland en Vlaanderen

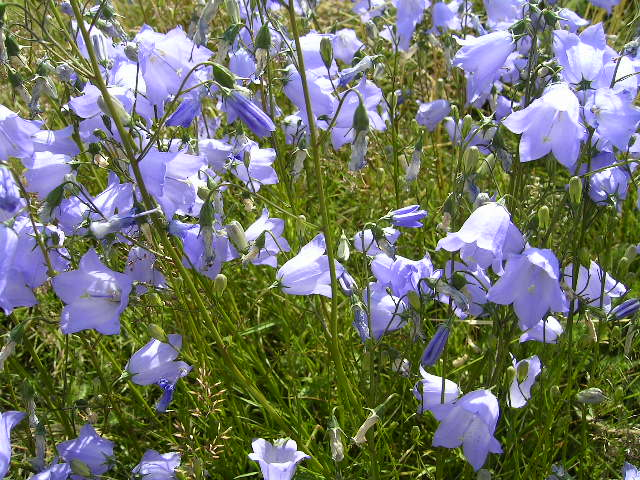
Grasklokje

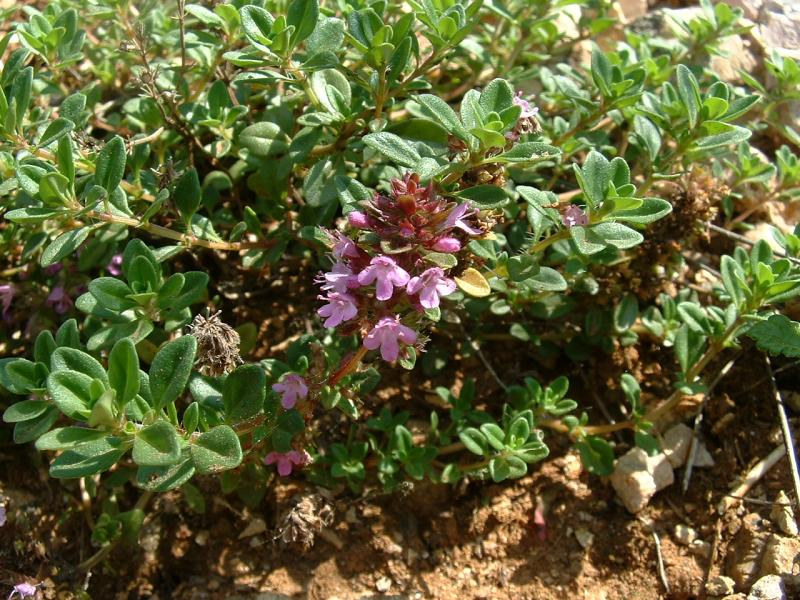
Kleine tijm

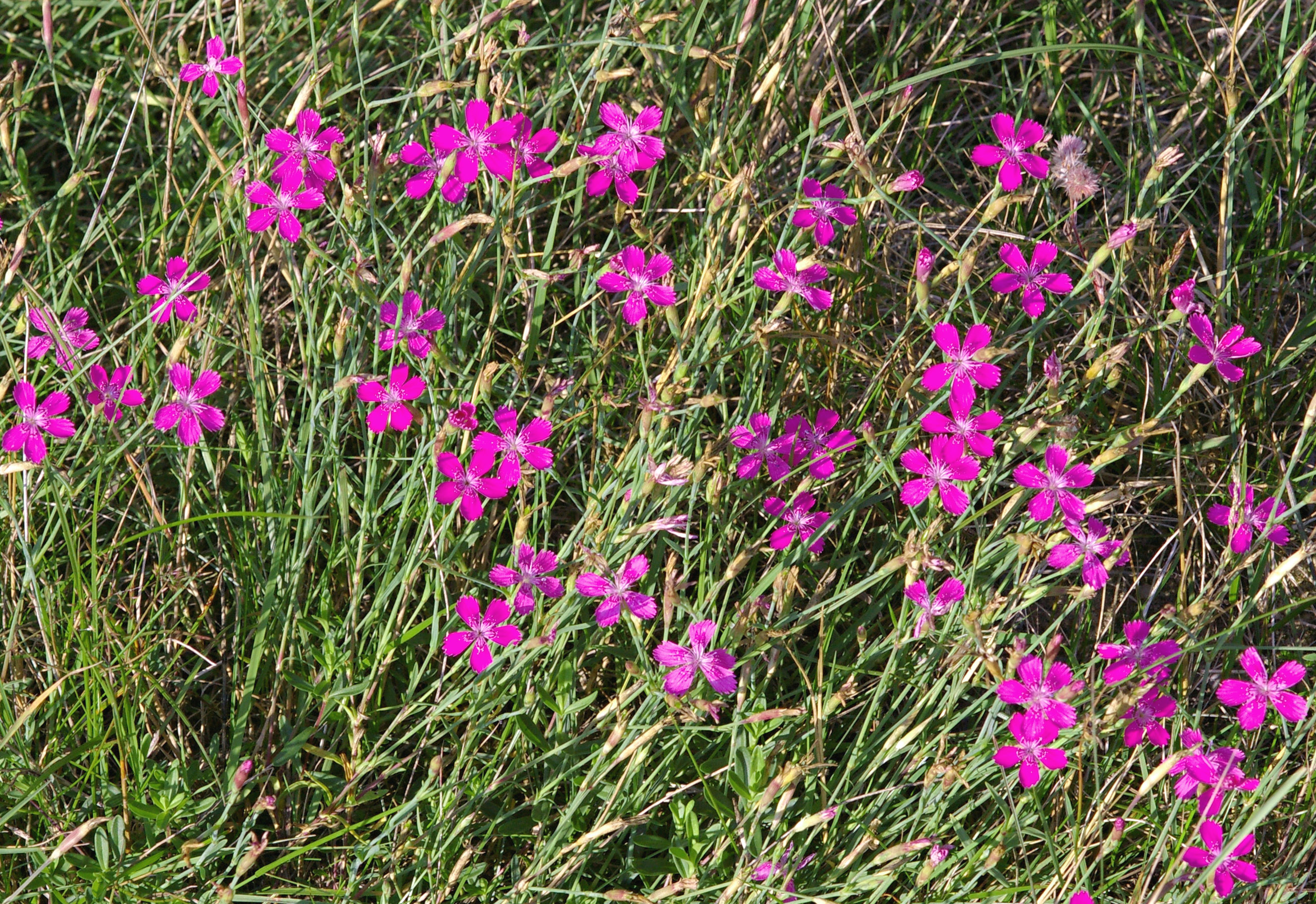
Steenanjer

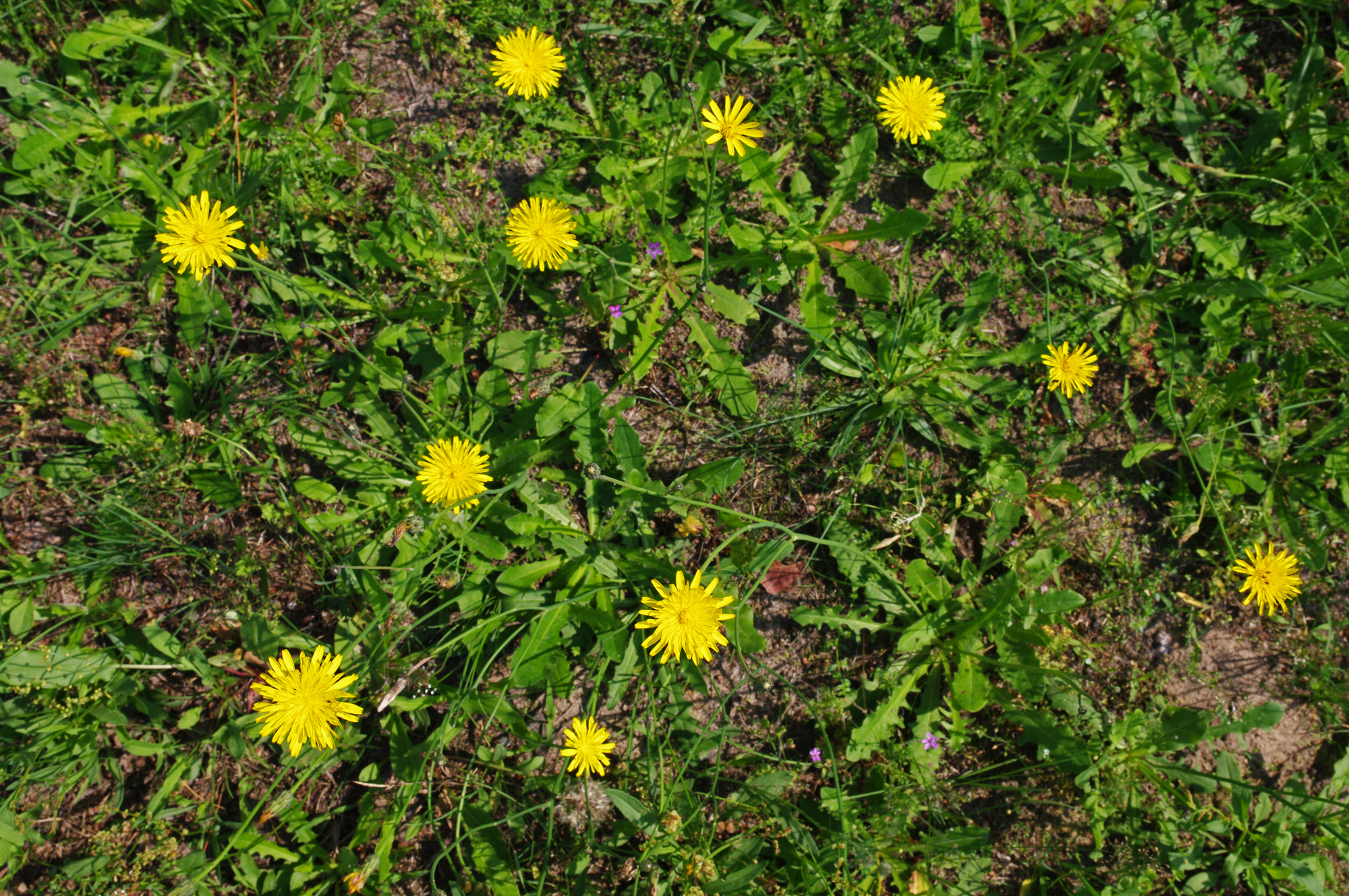
Gewoon biggenkruid

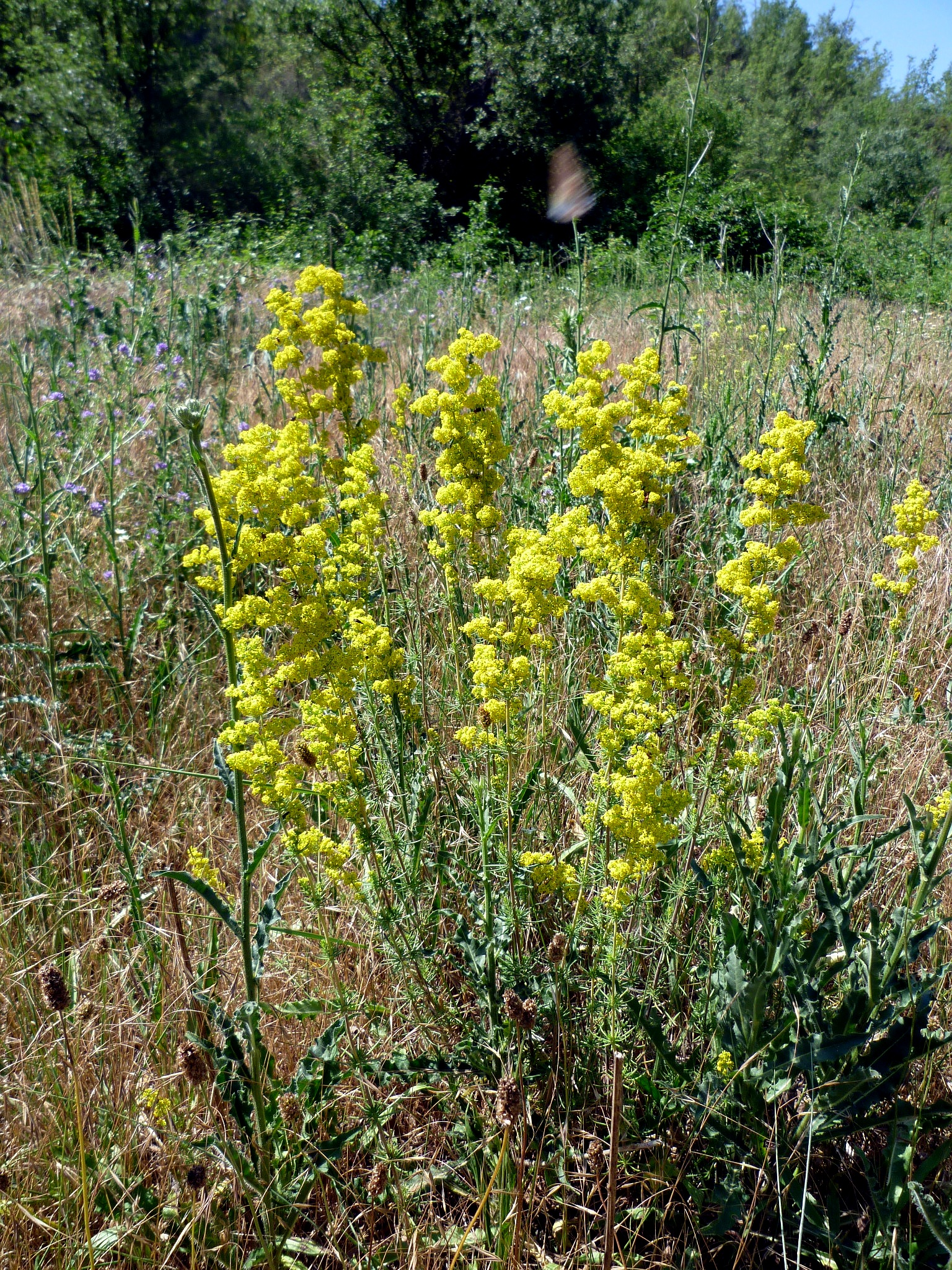
Geel walstro

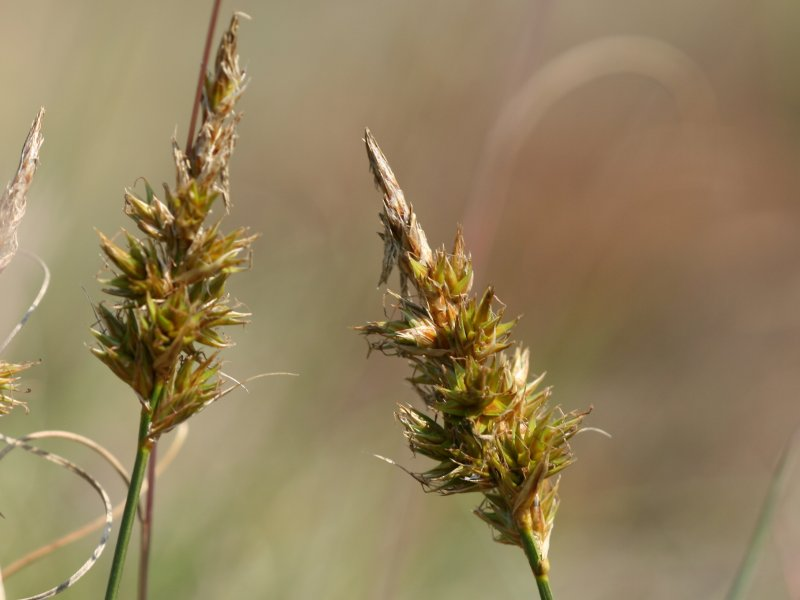
Zandzegge

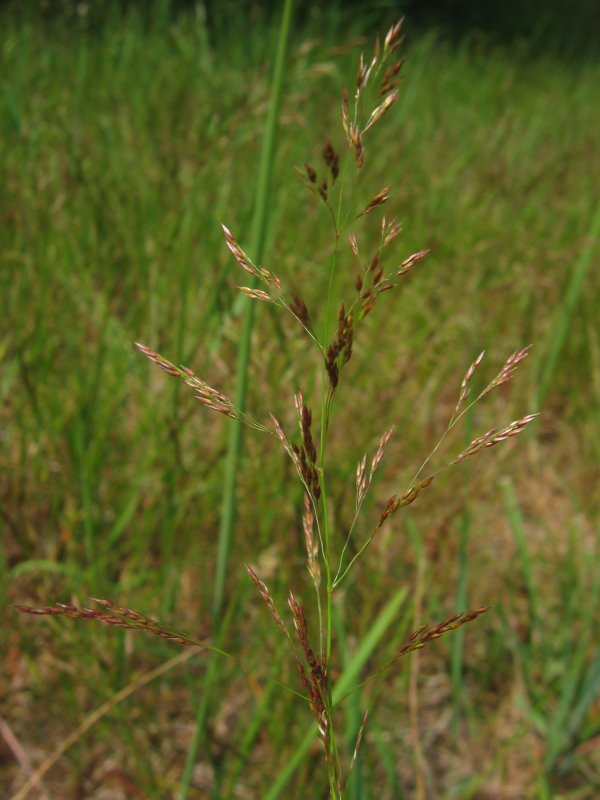
Gewoon struisgras

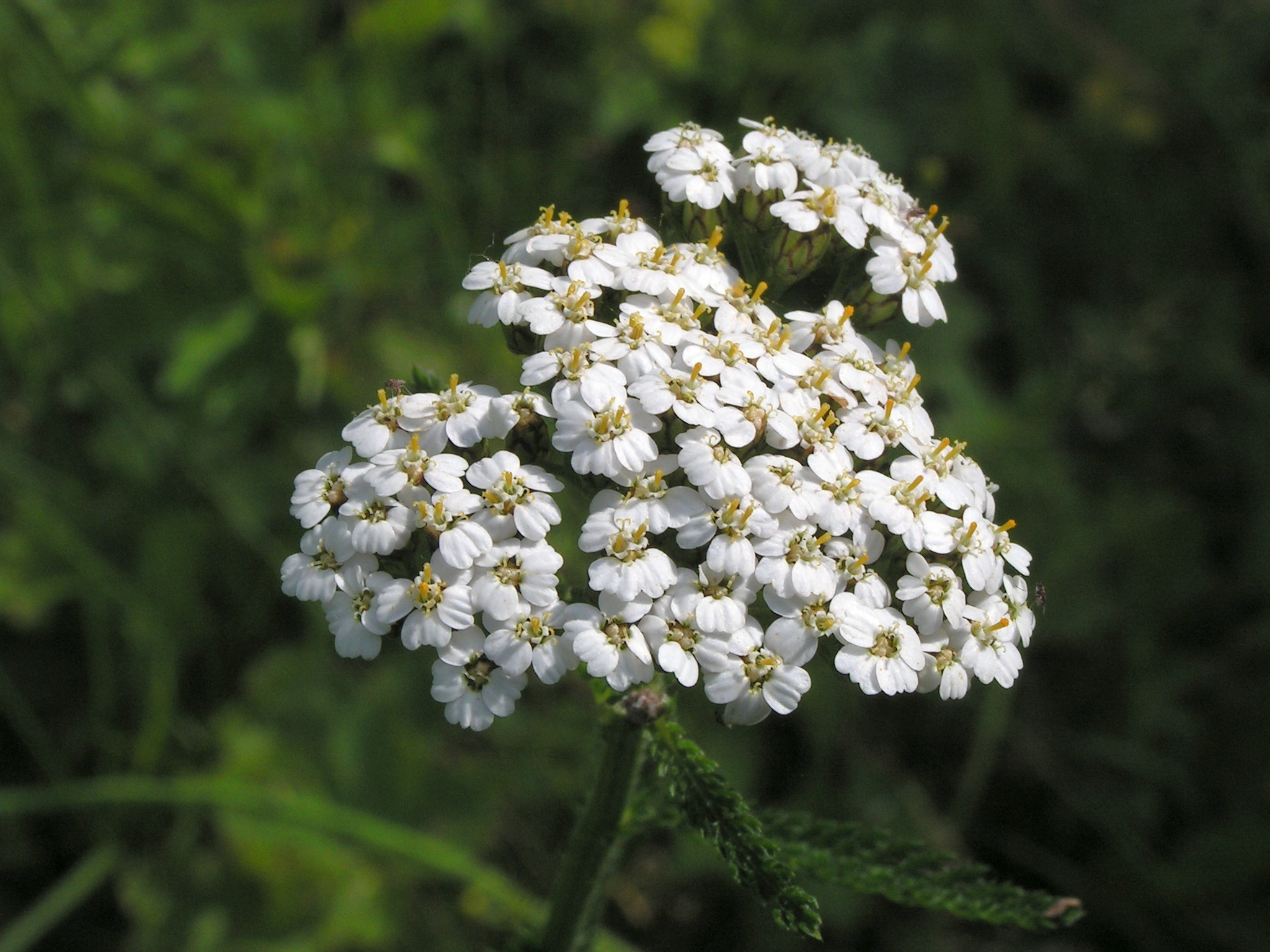
Duizendblad

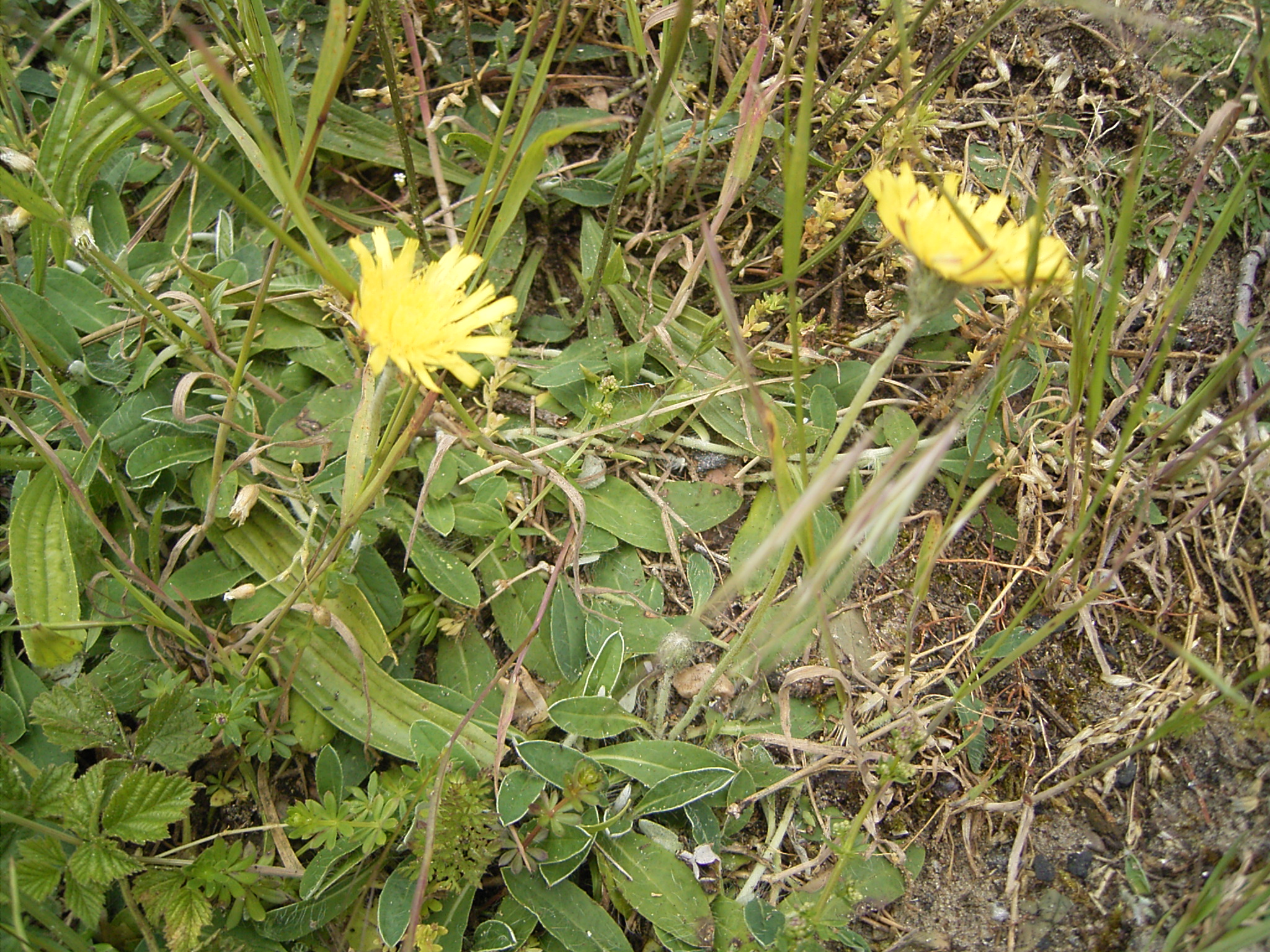
Muizenoor

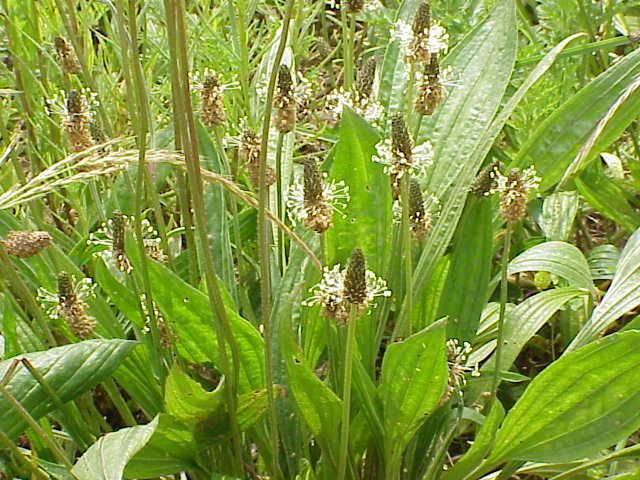
Smalle weegbree

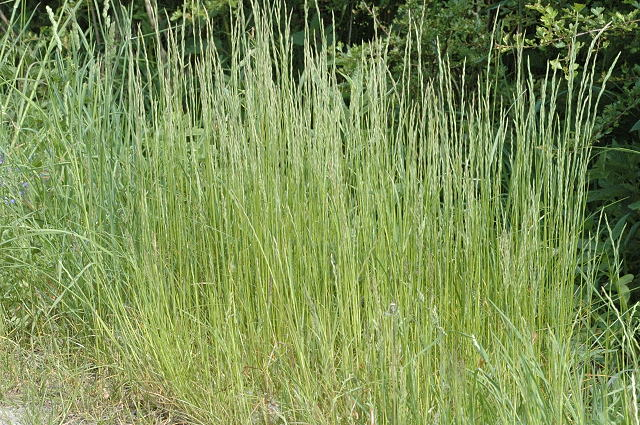
Fijn schapengras

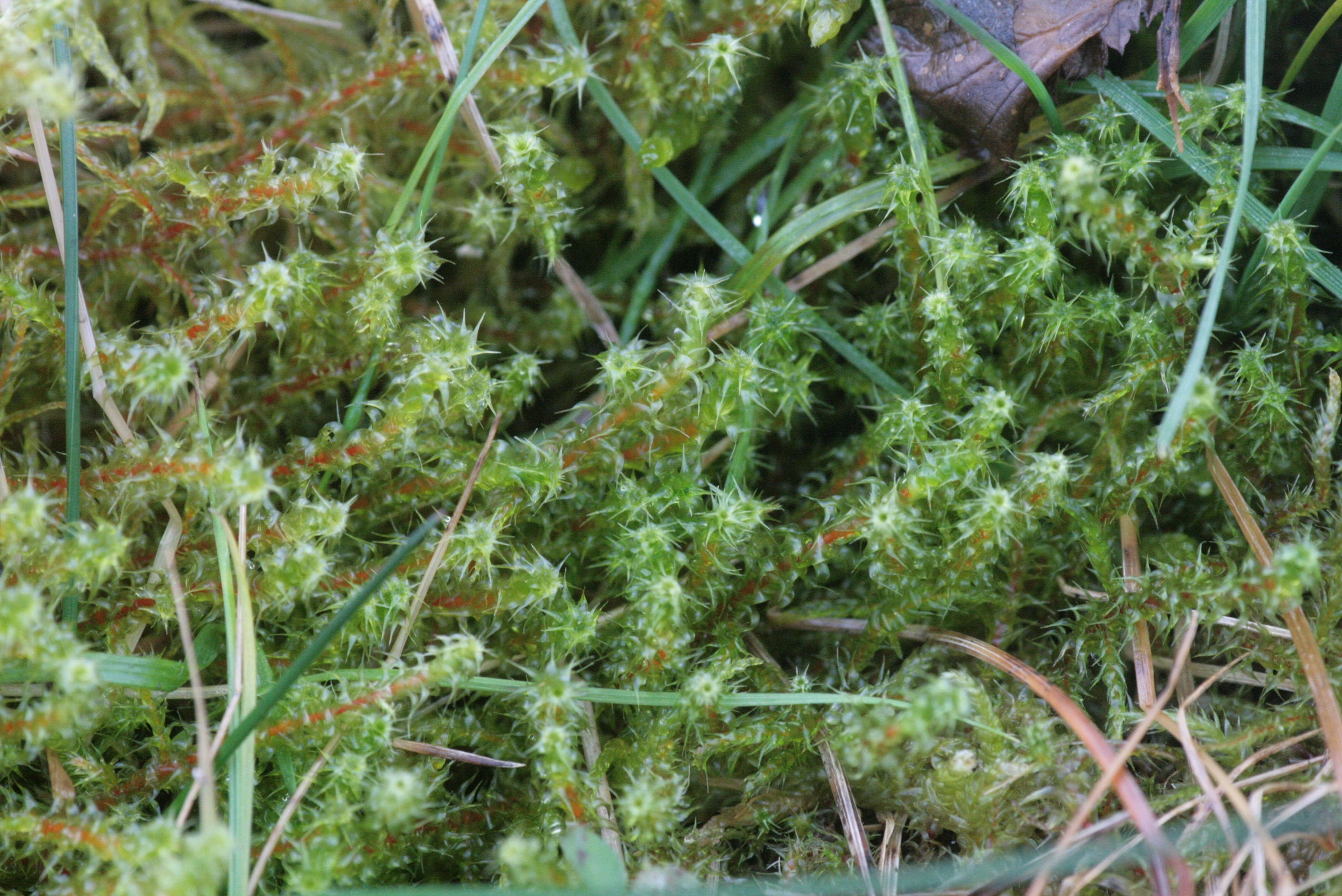
Gewoon haakmos

Deze associatie heeft als kensoorten het grasklokje, en soms de kleine tijm en de nog veel zeldzamere steenanjer, aangevuld met de orde- en klasse-kensoorten gewoon biggenkruid en geel walstro, en de begeleidende soorten duizendblad, muizenoor, smalle weegbree en schapenzuring. Opvallende soorten zijn nog kleine bevernel, grote tijm en knolboterbloem.
Verder zijn vooral grassen als gewoon struisgras, zandstruisgras, het naamgevende fijn schapengras, rood zwenkgras en gewoon reukgras, en grasachtige planten als zandzegge en gewone veldbies algemeen aanwezig.
In de moslaag bereiken het gewoon haakmos en het groot laddermos in deze gemeenschap hun hoogste presentie.
Kruidlaag
| Kentaxon | Diff.soort | Presentie | Triviale naam      | Botanische naam                 | Opmerking                            |
| -------- | ---------- | --------- | ------------------ | ------------------------------- | ------------------------------------ |
| kA       |            | > 60%     | grasklokje         | Campanula rotundifolia          | ook in kalkgrasland                  |
| kA       |            | > 40%     | kleine tijm        | Thymus serpyllum                |                                      |
| kA       |            | > 30%     | steenanjer         | Dianthus deltoides              |                                      |
| kO       |            | > 50%     | gewoon biggenkruid | Hypochaeris radicata            |                                      |
| kO       |            | > 10%     | hazenpootje        | Trifolium arvense               |                                      |
| kO       |            | > 10%     | liggende klaver    | Trifolium campestre             |                                      |
| kO       |            | < 10%     | klein timoteegras  | Phleum nodosum                  |                                      |
| kO       |            | < 10%     | viltganzerik       | Potentilla argentea             |                                      |
| kK       |            | > 50%     | geel walstro       | Galium verum                    |                                      |
| kK       |            | > 40%     | zandzegge          | Carex arenaria                  |                                      |
| kK       |            | > 20%     | vroege haver       | Aira preacox                    |                                      |
| kK       |            | > 10%     | kleine leeuwentand | Leontodon saxatilis             |                                      |
| kK       |            | > 10%     | zandhoornbloem     | Cerastium semidecandrum         |                                      |
|          |            | > 70%     | gewoon struisgras  | Agrostis capillaris             |                                      |
|          |            | > 70%     | duizendblad        | Achillea millefolium            |                                      |
|          |            | > 70%     | muizenoor          | Pilosella officinarum           |                                      |
|          |            | > 70%     | smalle weegbree    | Plantago lanceolata             |                                      |
|          |            | > 60%     | fijn schapengras   | Festuca ovina subsp. tenuifolia |                                      |
|          |            | > 60%     | schapenzuring      | Rumex acetosella                |                                      |
|          |            | > 50%     | gewone veldbies    | Luzula campestris               |                                      |
|          |            | > 40%     | rood zwenkgras     | Festuca rubra                   |                                      |
|          |            | > 40%     | gewoon reukgras    | Anthoxanthum odoratum           |                                      |
|          |            | > 30%     | akkerhoornbloem    | Cerastium arvense               |                                      |
|          | dA         | > 30%     | kleine bevernel    | Pimpinella saxifraga            | t.o.v. de duin-struisgras-associatie |
|          | dA         | > 30%     | zandstruisgras     | Agrostis vinealis               | t.o.v. de duin-struisgras-associatie |
|          |            | > 30%     | veldbeemdgras      | Poa pratensis                   |                                      |
|          |            | > 30%     | veldzuring         | Rumex acetosa                   |                                      |
|          |            | > 30%     | struikhei          | Calluna vulgaris                |                                      |
|          |            | > 30%     | grote tijm         | Thymus pulegioides              |                                      |
|          |            | > 20%     | gewone rolklaver   | Lotus corniculatus              |                                      |
|          |            | > 20%     | gestreepte witbol  | Holcus lanatus                  |                                      |
|          |            | > 20%     | tandjesgras        | Danthonia decumbens             |                                      |
|          |            | > 20%     | witte klaver       | Trifolium repens                |                                      |
|          |            | > 20%     | zandblauwtje       | Jasione montana                 |                                      |
|          |            | > 20%     | knolboterbloem     | Ranunculus bulbosus             |                                      |
|          |            | > 10%     | knoopkruid         | Centaurea jacea                 |                                      |

Moslaag
| Kentaxon | Diff.soort | Presentie | Triviale naam         | Botanische naam            |
| -------- | ---------- | --------- | --------------------- | -------------------------- |
| kK       |            | > 10%     | gewoon purpersteeltje | Ceratodon purpureus        |
| kK       |            | > 10%     | gewoon klauwtjesmos   | Hypnum cupressiforme       |
| kK       |            | < 10%     | grijze bisschopsmuts  | Racomitrium canescens      |
| kK       |            | < 10%     | klein leermos         | Peltigera rufescens        |
|          |            | > 40%     | gewoon haakmos        | Rhytidiadelphus squarrosus |
|          |            | > 30%     | groot laddermos       | Pseudoscleropodium purum   |

## Bedreiging en bescherming
De vegetatie is omwille van de zwakke buffering van de grond en de meestal beperkte oppervlakte, zeer gevoelig voor vermesting en verzuring.